# Libethenit
Libethenit är ett fosfatmineral med den kemiska formeln Cu2(PO4)(OH). Det är ett ganska ovanligt kopparhaltigt malmmineral som är grönt till grönsvart.

## Etymologi och historia
Mineralet namngavs 1823 av August Breithaupt efter typlokalen Ľubietová (Libethen på tyska). Platsen ligger i nuvarande Slovakien men tillhörde före 1919 Ungern (ungerskt platsnamn Libetbánya).

## Bildning
Libethenit bildas i oxidationszonen av kopparmalm och samtidigt närvaro av fosfat från vittring av apatit eller andra fosfathaltiga mineral.
Libethenit bildar ofta kristallaggregat, druser och krustor.

## Galleri

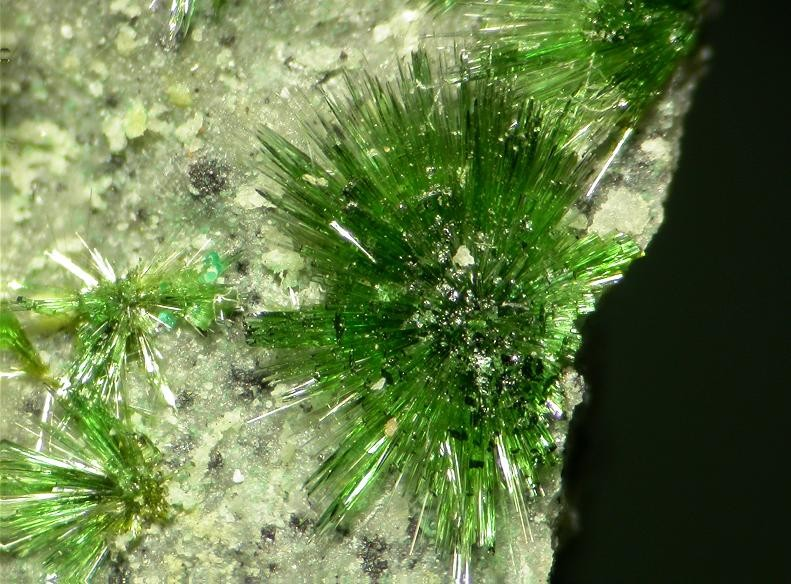
"Solar" av nålformade kristaller från Chile
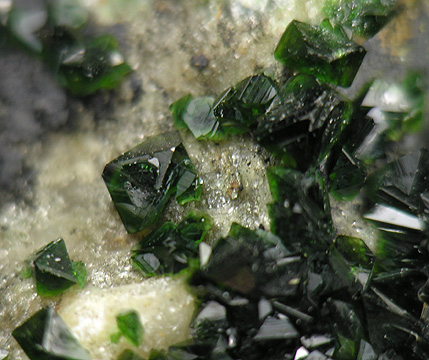
Libetenitkristaller på matrix, Ľubietová. Slovakien
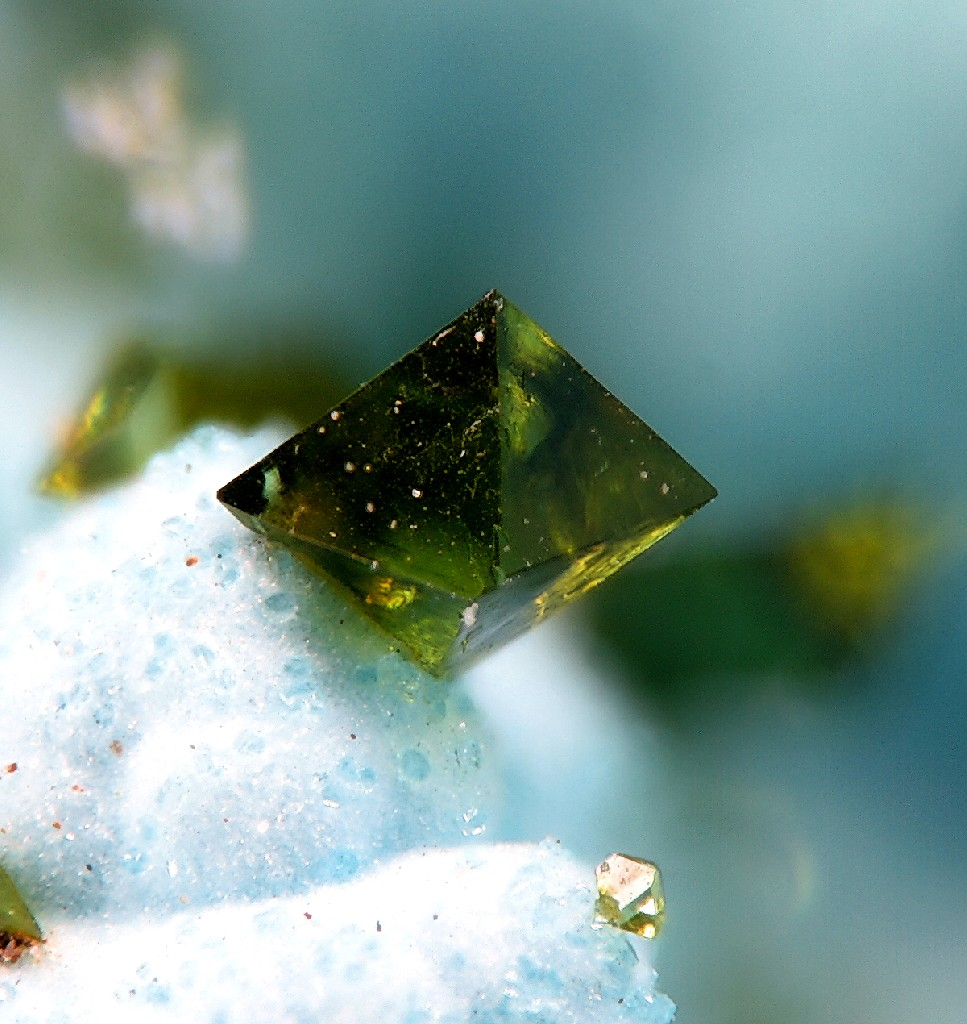
Välutbildad libethenit på ljusblå zapatalit, Portugal